# The Brothers (film 1913 MacDonald)
The Brothers è un cortometraggio muto del 1913 diretto da Donald MacDonald.

## Produzione
Il film fu prodotto dalla Nestor Film Company.

## Distribuzione
Distribuito dall'Universal Film Manufacturing Company, il film - un cortometraggio di una bobina - uscì nelle sale cinematografiche USA il 3 dicembre 1913.